# Gu Yong
Gu Yong (168-243), conseiller sous Sun Quan à partir de 200. Élève de Cai Yong, il étudia les arts de la calligraphie et de la musique. Prudent de parole, à la fois sévère et bienséant, il joignit Sun Quan sur la recommandation de Zhang Hong et fut affecté au poste d’Assistant du District de Kuaiji. Il s’illustra dans l’administration des terres sous sa juridiction en chassant les rebelles et en y amenant paix et stabilité, de même qu’il accueillit, avec Zhang Hong, plusieurs hommes de renom. Discret de nature, ses conseils furent toujours bien accueillis par Sun Quan, qui y porta une attention particulière. Ainsi, il fut écouté lorsqu’il recommanda à Sun Quan de pétitionner le trône afin de donner le titre de Protecteur Impériale de la province de Jing à Liu Bei, plutôt que de combattre ce dernier en s’affaiblissant face à Cao Cao. 
En l’an 212, alors que Liu Bei se trouva à l’ouest, dans la province de Yi, Gu Yong proposa d’attaquer la province de Jing afin de recouvrir ces terres longtemps convoités. En raison d'une menace d’invasion de Cao Cao, l’attaque n’eut cependant pas lieu.
Souvent consulté avec Zhang Zhao sur les enjeux cruciaux, il conseilla à Sun Quan en l’an 217, de rétablir la paix avec Cao Cao. Une alliance se forgea donc et en l’an 221, lorsque Cao Cao offrit le titre de Roi des Wu à Sun Quan, Gu Yong s’y opposa, prétextant qu’il devrait plutôt se nommer lui-même Commandant en Chef. Toutefois, Sun Quan accepta le titre et Gu Yong fut nommé Préfet des Maîtres des Écrits et devint, en l’an 225, Premier Ministre des Wu avec autorité sur le secrétariat impérial. 
Plus tard, lorsque l’alliance se brisa, il recommanda Lu Xun pour contrer l’invasion mener par Cao Xiu en l’an 228. D’ailleurs, il fut reconnu pour son objectivité dans ses nominations de même que par son grand sens de la justice tout au long de son mandat. Grandement respecté, il tomba malade, puis mourut en l’an 243. Ses descendants continuèrent à occuper des rangs importants pendant plusieurs générations.